# Phong trào Cứu quốc Campuchia
Phong trào Cứu quốc Campuchia (CNRM; tiếng Khmer: ចលនាសង្គ្រោះជាតិ) là một phong trào chính trị của Campuchia do cựu lãnh đạo đối lập lưu vong Sam Rainsy thành lập vào ngày 13 tháng 1 năm năm 2018, sau khi Đảng Cứu quốc Campuchia bị giải thể vào tháng 11 năm 2017. Phong trào không có tư cách pháp nhân ở Campuchia và đã bị chính phủ gán cho cái tên "nhóm khủng bố".